# Morvina falisca
Morvina falisca är en fjärilsart som beskrevs av William Chapman Hewitson 1876. Morvina falisca ingår i släktet Morvina och familjen tjockhuvuden. Inga underarter finns listade i Catalogue of Life.